# 25-ös villamos (Budapest)

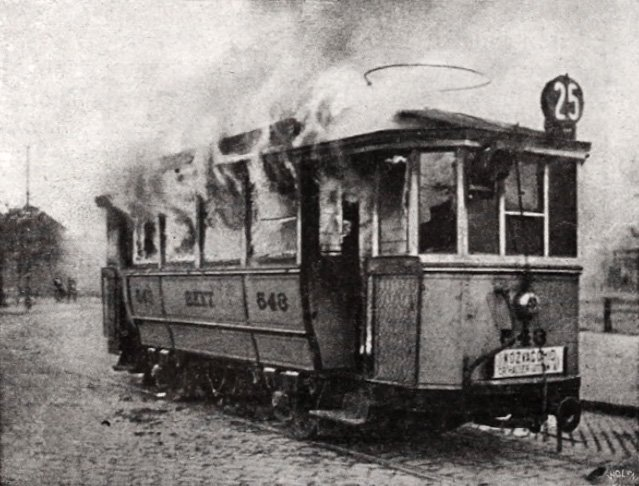
A 25-ös villamos lángoló kocsija a Nagyvárad téren 1912-ben

A budapesti 25-ös jelzésű villamos az Állatkert és a Thököly út között közlekedett. A járatot megszűnése előtt a Budapesti Közlekedési Vállalat üzemeltette. A villamos utoljára 1972-ben közlekedett, majd ezt követően 1977 májusáig pedig 25/V jelzésű villamospótló járt helyette. 1972-ben az 1-es metró meghosszabbítása alatt még a villamosvonal pótlásáról volt szó, de ezt követően már nem indították újra többet. Azóta a 72-es trolibusz közlekedik helyette.

## Története
Az 1920-as évek végén a 25-ös villamos az Állatkert – Ajtósi Dürer sor – Thököly út – Fiumei út – Gr. Haller utca – Közvágóhíd útvonalon közlekedett. A '30-as évek végén már az Állatkert – Állatkerti körút – Thököly út – Fiumei út – Orczy út – Nagyvárad tér útvonalon járt. 1944. szeptember 26-án Budapest ostroma miatt megszűnt.
1947. május 7-én újraindult a 25-ös villamosvonal a régihez hasonló, de rövidebb szakaszon: Állatkert – Állatkerti körút – Hermina út – Thököly út – Baross tér útvonalon. 1955. május 16-án a 78-as trolibusz elindulásával kapcsolatos forgalmi változások következtében a 15-ös villamossal végállomást cserélt, így a Nagyvárad térig hosszabbodott. 1956-ban útvonala rövidült: az Állatkert és a Thököly út között közlekedett. 1957-től a Keleti pályaudvarig, 1959. november 21-étől megint a Nagyvárad térig járt. 1970-ben útvonala a Thököly útig végleg lerövidült.
1972. november 1-jétől a villamosokat a K, majd egy évvel később a 25-ös jelzésű villamospótló váltotta fel, az M1-es metró meghosszabbítása miatt. 1977. május 1-jétől végül a pótlóbuszok helyett a 72-es trolibusz közlekedik.

## Útvonala
| Thököly út felé:                                                 | Állatkert felé:                                                  |
| ---------------------------------------------------------------- | ---------------------------------------------------------------- |
| - Állatkert vá. - Állatkerti körút - Hermina út - Thököly út vá. | - Thököly út vá. - Hermina út - Állatkerti körút - Állatkert vá. |